# Fão

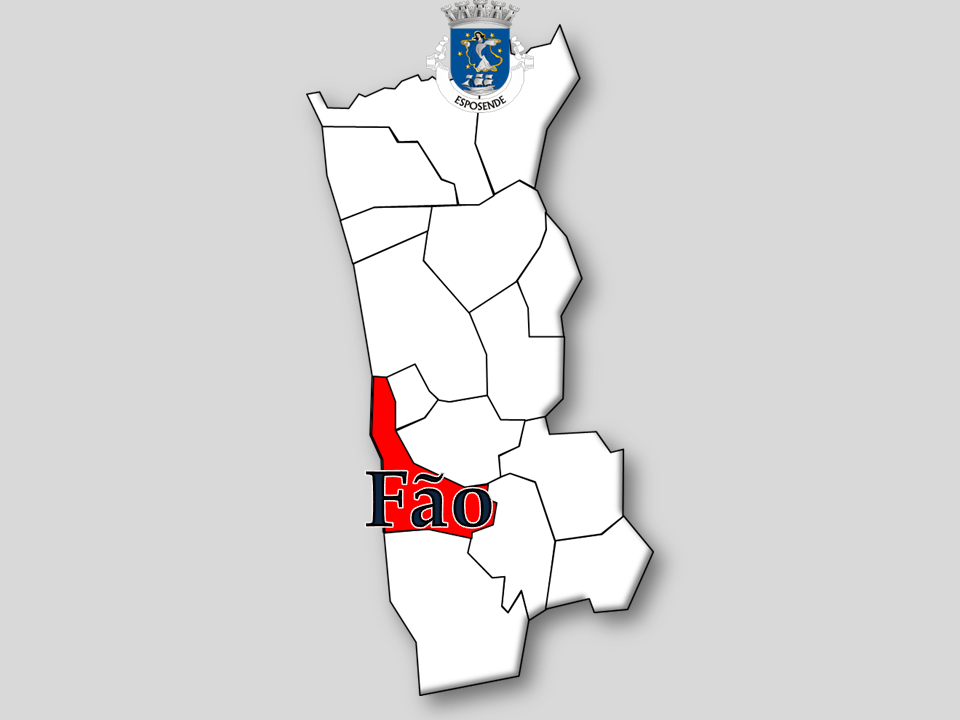
Localização da Freguesia de Fão

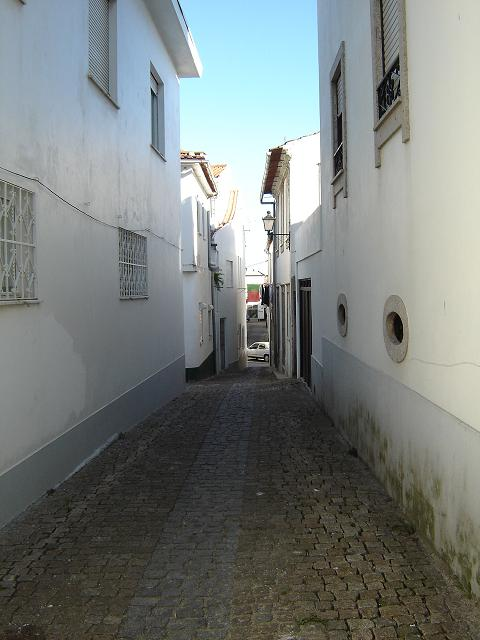
Rua dos Pretos

Fão é uma vila portuguesa do município de Esposende que foi sede da extinta freguesia homónima que tinha 5.76 km² de área e 3.103 habitantes (2011) e, por isso, uma densidade populacional de 538,7 hab/km².
A freguesia de Fão foi extinta em 2013, no âmbito de uma reforma administrativa nacional, para, em conjunto com a de Apúlia, formar uma nova freguesia denominada União das Freguesias de Apúlia e Fão com sede em Fão.
Antes, a povoação de Fão foi elevada à categoria de vila a 21 de janeiro de 1976.
Fão é conhecida pela sua praia, a praia de Ofir. Assim como pela discoteca Pacha Ofir.
Fão possui a maior necrópole medieval da Península Ibérica (Cemitério medieval das Barreiras), demonstrando o impacto da Peste Negra. Ainda, durante a época medieval, Fão foi um centro salineiro relevante. O núcleo histórico de Fão data dos séculos XVI e XVII.
A sua riqueza natural é exuberante, graças à parceria do mar com o estuário do rio Cávado, criando dunas e arribas, pinhais, charnecas e sapais, que são habitadas por inúmeras espécies animais e vegetais. Grande parte do litoral de Fão encontra-se protegido dentro da área do Parque Natural do Litoral Norte.
As principais actividades económicas são a agricultura, a pesca, o turismo e os serviços.
O santo padroeiro da paróquia é S. Paio (Paio de Córdova).

## Heráldica
Escudo de azul, torre de prata lavrada de negro, rematada por uma cesta de ferro, ardendo de labaredas de ouro avivadas de vermelho e movente de uma campanha ondeada de prata e verde; a torre entre dois cavalos-marinhos heráldicos, de prata, realçados de negro. Coroa mural de prata de quatro torres. Listel branco com a legenda a negro, em maiúsculas: "FÃO" (Diário da República, III Série de 25 de março de 1997).

## População
| População da freguesia de Fão (1864 – 2011) | População da freguesia de Fão (1864 – 2011) | População da freguesia de Fão (1864 – 2011) | População da freguesia de Fão (1864 – 2011) | População da freguesia de Fão (1864 – 2011) | População da freguesia de Fão (1864 – 2011) | População da freguesia de Fão (1864 – 2011) | População da freguesia de Fão (1864 – 2011) | População da freguesia de Fão (1864 – 2011) | População da freguesia de Fão (1864 – 2011) | População da freguesia de Fão (1864 – 2011) | População da freguesia de Fão (1864 – 2011) | População da freguesia de Fão (1864 – 2011) | População da freguesia de Fão (1864 – 2011) | População da freguesia de Fão (1864 – 2011) |
| ------------------------------------------- | ------------------------------------------- | ------------------------------------------- | ------------------------------------------- | ------------------------------------------- | ------------------------------------------- | ------------------------------------------- | ------------------------------------------- | ------------------------------------------- | ------------------------------------------- | ------------------------------------------- | ------------------------------------------- | ------------------------------------------- | ------------------------------------------- | ------------------------------------------- |
| 1864                                        | 1878                                        | 1890                                        | 1900                                        | 1911                                        | 1920                                        | 1930                                        | 1940                                        | 1950                                        | 1960                                        | 1970                                        | 1981                                        | 1991                                        | 2001                                        | 2011                                        |
| 1 836                                       | 2 008                                       | 2 056                                       | 1 911                                       | 2 070                                       | 2 056                                       | 2 162                                       | 2 142                                       | 2 153                                       | 1 942                                       | 1 951                                       | 2 588                                       | 2 642                                       | 2 843                                       | 3 103                                       |

## Património
- Taberna "Fojo"
- Ponte metálica de Fão
- Casa Dr. Fernando Ribeiro da Silva
- Cemitério medieval das Barreiras
- Capela da Bonança
- Facho da Bonança
- Alminhas de S. Paio
- Capela de Stº António
- Capela de Nª Srª da Boa Morte
- Alminhas da Pedreira
- Forno de cal
- Moinho de vento
- Templo do Bom Jesus
- Igreja Paroquial de Fão
- Casa Quinhentista
- Alminhas do Cais
- Casa Quinhentista (na trav. da Moura)
- Casa dos Carneiros
- Capela de Nossa Senhora de Fátima (Fão)
- Igreja da Misericórdia de Fão
- Museu da Misericórdia de Fão
- Museu d'Arte (encerradas as suas funções, hoje abriga a sede da Junta de Freguesia e um posto dos CTT)
- Casa Lai-Lai

## Festas e romarias
- As Festas em honra do Senhor Bom Jesus de Fão, a 1ª Romaria Minhota do Ano, realizam-se no adro da Igreja do Bom Jesus na segunda–feira de pascoela (data móvel).
- Na Capela de Santo António, a 13 de Junho (dia do santo e domingo mais próximo).
- Na segunda quinzena de Agosto realiza-se a festa à Nossa Senhora da Bonança.

## Gastronomia
Assumem lugar de destaque as clarinhas de Fão, doce conventual, de massa fina, em forma de rectângulo ou de meia-lua, com recheio de doce de gila.

## Associações
- Clube Fãozense - Sociedade de Recreio (c. 7 de março de 1897)
- Cooperativa Cultural de Fão (c. 1 de abril de 1989)
- Benemérita Associação Humanitária de Bombeiros Voluntários de Fão (c. em 27 de dezembro de 1925)
- Águias Serpa Pinto (c. 30 de Maio de 1975).
- Associação de Pais e Amigos das Escolas do 1º Ciclo e Jardim de Infância de Fão
- Clube de Futebol de Fão (dezembro de 1956)
- Cooperativa Cultural de Fão (c. em 19 de janeiro de 1989)
- Hóquei Clube de Fão (c. 16 de agosto de 1999)
- Santa Casa da Misericórdia de Fão (a irmandade da Misericórdia de Fão foi criada nos finais do século XVI)
- Clube Náutico de Fão (Outubro de 1987)

## Fangueiros ilustres
- Abel Vinha dos Santos
- Ascânio Maria Martins Monteiro

## Jornais Fangueiros
- O Fãozense (c. 17 de novembro de 1906 a 22 de junho de 1908)
- Avante (c. 20 de outubro de 1917 a 18 de novembro de 1917)
- O Farol Fãozense (c. 8 de julho de 1915 a 23 de novembro de 1916)
- O Má Língua (c. 2 de dezembro de 1918 a 11 de março de 1919)
- O Farolim (20 de agosto de 1916 Número único)
- Boletim do Hospital
- O Novo Porto (23 de maio de 1918 a 3 de abril de 1919)
- Fanum (fotocopiado)
- O Grulha (C. março de 1919 a novembro de 1921)
- O Notícias de Fão (c. 1921-1924 a 1926-1927)
- O Caracol (Publicação não regular da Escola Básica n.° 1)
- Ecos da Beira Mar (c. 21 de abril de 1928 a Abril de 1929)
- O Fangueiro (c. 9 de março de 1958 até ao presente. Primeira edição em 6 de julho de 1959)
- O Porto dos Cavalos de Fão (c. 15 de maio de 1913 até ao presente)
- O Novo Fangueiro (c. 10 de maio de 1984 até ao presente)